# Witalij Sawin
Witalij Anatoliewicz Sawin ros. Виталий Анатольевич Савин (ur. 23 stycznia 1966 w Żezkazganie) – kazachski lekkoatleta startujący w barwach kolejno Związku Radzieckiego, Wspólnoty Niepodległych Państw i Kazachstanu, sprinter,  mistrz olimpijski z 1988 z Seulu.
Rozpoczął międzynarodową karierę jako reprezentant ZSRR na igrzyskach olimpijskich w 1988 w Seulu, na których zdobył złoty medal w sztafecie 4 × 100 metrów po zgubieniu pałeczki przez sztafetę Stanów Zjednoczonych (skład radzieckiej sztafety: Wiktor Bryzhin, Władimir Kryłow, Władimir Murawjow i Sawin na ostatniej zmianie). W biegu na 100 metrów odpadł w ćwierćfinale.
Na halowych mistrzostwach Europy w 1989 w Hadze Sawin zajął 7. miejsce w finale biegu na 60 metrów, a na kolejnych halowych mistrzostwach Europy w 1990 w Glasgow odpadł w tej konkurencji w półfinale. Na halowych mistrzostwach świata w 1991 w Sewilli zajął 7. miejsce w biegu na 60 metrów. Podczas mistrzostw świata w 1991 w Tokio był członkiem sztafety 4 × 100 metrów, która zajęła 7. miejsce (biegli w niej kolejno Bryzhin, Oleg Kramarenko, Aleksandr Sokołow i Sawin). Startował również w biegu na 100 metrów, ale odpadł w ćwierćfinale.
W 1992 reprezentował Wspólnotę Niepodległych Państw. Na halowych mistrzostwach Europy w 1992 w Genui zdobył srebrny medal w biegu na 60 metrów, przegrywając jedynie z Brytyjczykiem Jasonem Livingstonem. Na igrzyskach olimpijskich w 1992 w Barcelonie odpadł w półfinale biegu na 100 metrów, a sztafeta 4 × 100 metrów zajęła w finale 5. miejsce (w składzie Pawieł Gałkin, Edwin Iwanow, Andriej Fiedoriw i Sawin).
Od 1993 Sawin był reprezentantem Kazachstanu. Na halowych mistrzostwach świata w 1993 w Toronto odpadł w eliminacjach biegu na 60 metrów. Podczas mistrzostw świata w 1993 w Stuttgarcie odpadł w ćwierćfinale biegu na 100 metrów. Na halowych mistrzostwach świata w 1995 w Barcelonie był ósmy w finale biegu na 60 metrów. Zdobył srebrny medal w biegu na 100 metrów na igrzyskach azjatyckich w 1994 w Hiroszimie. Na mistrzostwach świata w 1995 w Göteborgu ponownie odpadł w ćwierćfinale biegu na 100 metrów. Wreszcie na igrzyskach olimpijskich w 1996 w Atlancie odpadł w przedbiegach na 100 metrów.
Sawin był mistrzem ZSRR w biegu na 100 metrów w 1991, mistrzem WNP na 100 metrów w 1992 i mistrzem Kazachstanu na 100 metrów w 2000. Zdobył także halowe mistrzostwo ZSRR w biegu na 60 metrów w 1989 i 1990 oraz WNP na 60 metrów w 1992.

## Rekordy  życiowe
- Bieg na 100 m – 10,08 s (1992) rekord Kazachstanu
- Bieg na 60 m (hala) – 6,51 s (1992) rekord Kazachstanu